# Sonic 3 - Il film
Sonic 3 - Il film (Sonic the Hedgehog 3) è un film del 2024 diretto da Jeff Fowler.
La pellicola è il sequel di Sonic 2 - Il film (2022) e il terzo capitolo del franchise cinematografico basato sulla serie di videogiochi Sonic the Hedgehog, ambientato subito dopo la serie televisiva spin-off su Knuckles. La sceneggiatura, tratta per alcune parti dai giochi Sonic Adventure 2 (2001) e Shadow the Hedgehog (2005), vede i protagonisti Sonic, Tails e Knuckles affrontare Shadow, il quale si allea con gli scienziati Ivo Robotnik e suo nonno Gerald per compiere la propria vendetta contro l'umanità.

## Trama
Nel 1974, un meteorite contenente un riccio nero a strisce rosse chiamato Shadow atterra in Oklahoma e viene sequestrato dalle forze armate statunitensi. Il potere del caos di Shadow viene utilizzato per vari esperimenti condotti dal professor Gerald Robotnik in una struttura militare. Shadow sviluppa una stretta amicizia con Maria, la giovane nipote di Gerald. Una notte, mentre Gerald, Maria e Shadow cercano di fuggire dalla struttura per impedire che il riccio venga portato via dall'esercito, un agente uccide accidentalmente Maria con un'esplosione. Accusato dell'incidente, Gerald viene imprigionato e Shadow viene messo in ibernazione nell'Isola Penitenziario (Prison Island), una struttura carceraria delle G.U.N. nella baia di Tokyo.
Cinquant'anni dopo, nel 2024, i sistemi della struttura vengono hackerati e Shadow si risveglia in modo spietato e vendicativo. A Green Hills, Sonic, Tails e Knuckles stanno festeggiando l'anniversario dell'arrivo di Sonic sulla Terra con i loro genitori adottivi Tom e Maddie Wachowski. Di lì a poco, arriva la direttrice della G.U.N., Rockwell, che recluta il Team Sonic per fermare Shadow, il quale sta seminando caos e distruzione nella capitale giapponese. Shadow, tuttavia, sconfigge facilmente i tre e fugge.
Il Team Sonic incontra il comandante Walters al ristorante "Chao Garden", che li informa del passato di Shadow. All'improvviso, i droni del dottor Ivo Robotnik attaccano e feriscono mortalmente Walters. Prima di morire, il comandante dà a Sonic una tessera magnetica e lo avverte di tenerla al sicuro. La direttrice Rockwell scopre il corpo di Walters e, credendo che i tre abbiano rubato la tessera, si rivolta contro di loro, lasciandoli incerti di chi fidarsi. Il Team Sonic incontra l'assistente di Robotnik, l'agente Stone, il quale afferma che i droni non sono stati inviati da Robotnik, sopravvissuto alla distruzione del suo robot gigante, e li conduce personalmente dal suo capo. Dopo aver incontrato lo scienziato, visibilmente ingrassato e trasandato, i tre alieni formano una breve alleanza con il loro vecchio nemico e seguono i droni fino al centro di ricerca abbandonato delle G.U.N., dove Shadow veniva studiato.
Giunti sul posto, Shadow cattura il Team Sonic, mentre Robotnik incontra suo nonno Gerald (ancora vivo all'età di 110 anni grazie al potere di un aculeo di Shadow), il quale rivela di aver attivato i droni per attirare a sé il nipote. Il professore, responsabile dell'evasione di Shadow, spiega che la tessera magnetica posseduta da Walters è una delle due necessarie per attivare il Cannone Eclissi (Eclipse Cannon), un laser orbitale da lui progettato e consegnato alle G.U.N. in cambio della libertà, in grado di colpire qualsiasi luogo sulla Terra; intende usare l'arma per distruggere il nuovo quartier generale delle G.U.N. a Londra. Ivo si unisce quindi a Gerald, tradendo Sonic e i suoi amici. Shadow prende la tessera magnetica e attiva un buco nero per distruggere la base.
Il Team Sonic fugge usando un portale ad anello e recluta Tom e Maddie per rubare l'altra tessera magnetica dal quartier generale delle G.U.N., mentre Shadow e i due Robotnik pianificano di fare lo stesso. Nonostante vengano tutti scoperti dai soldati, Tom ottiene con successo la tessera magnetica, fingendosi Walters grazie a una maschera olografica di Tails, ma prima di riuscire a scappare, viene gravemente ferito da Shadow. Il riccio nero prende la seconda tessera magnetica, consentendo a lui e ai Robotnik di lanciare il Cannone Eclissi. Stone, tramite alcune parole di Shadow, intuisce che Gerald ha piani più sinistri e cerca di avvisare Robotnik, ma quest'ultimo non lo ascolta e lo licenzia in tronco, stando dalla parte del nonno.
Furioso verso Shadow per aver quasi ucciso Tom, Sonic abbandona Tails e Knuckles, prende il Grande Smeraldo custodito da Wade Whipple e si trasforma in Super Sonic assorbendo i sette Smeraldi del Caos contenuti al suo interno. Sonic vola verso il Cannone Eclissi e affronta Shadow, il quale assorbe il potere degli smeraldi a sua volta divenendo Super Shadow. Proprio quando Sonic ha la meglio su Shadow, realizza di essere stato consumato dalla vendetta e lo risparmia. Il riccio blu racconta al rivale della perdita della sua mentore Longclaw e insieme realizzano che il loro dolore è giustificato, ma il loro amore è più forte e importante della vendetta. Shadow, pentito per le sue azioni spietate, accetta di aiutarlo a fermare il Cannone Eclissi.
Gerald rivela al nipote il suo vero piano: sviluppata una forte avversione per l'umanità a causa dell'uccisione di Maria, il professore intende usare il Cannone Eclissi per distruggere la Terra come atto di vendetta. Robotnik, scioccato dalla sua rivelazione e desideroso di conquistare la Terra anziché distruggerla, finisce per combattere contro suo nonno. Tails e Knuckles giungono sul posto in aiuto di Robotnik ed i tre scaraventano Gerald nel campo energetico del cannone, uccidendolo. Il Team Sonic, Robotnik e Shadow reindirizzano lo sparo lontano dalla Terra, che però colpisce la Luna tagliandola a metà. Quando il suo nucleo inizia a fondersi, Robotnik e Shadow scelgono di sacrificarsi per spostare il cannone fuori dal raggio d'azione della Terra prima che esploda. Robotnik fa un ultimo annuncio pubblico alla gente sulla Terra e finalmente riconosce l'agente Stone come suo amico. Prima dell'esplosione, il Team Sonic riesce a tornare sulla Terra grazie ad un anello. In seguito, Sonic si riconcilia con Tails e Knuckles, mentre Tom si riprende dalle sue ferite. I tre, infine, si sfidano ad una corsa nella foresta.
Nella scena durante i titoli di coda, Sonic supera di gran lunga il traguardo e si ritrova a New York, dove viene attaccato da un esercito di robot che gli assomigliano, ma viene salvato da un riccio rosa femmina che brandisce un martello.
Nella scena dopo i titoli di coda, si scopre che Shadow è ancora vivo, mentre lo si vede raccogliere uno dei suoi anelli da polso dai rottami del Cannone Eclissi.

## Personaggi
- Sonic the Hedgehog: è il protagonista del film, un riccio alieno blu che ha la capacità di correre a velocità supersonica e con poteri elettrocinetici con cui può incrementare forza e velocità, oltre che manipolare i campi elettromagnetici. È il leader del Team Sonic, assieme ai suoi "fratelli" Tails e Knuckles. È doppiato in originale da Ben Schwartz ed in italiano da Renato Novara.
- Shadow the Hedgehog: è il secondo protagonista e antieroe del film, è un riccio nero con strisce rosse simile a Sonic, arrivato sulla terra cinquant'anni fa in un meteorite e studiato dal professor Gerald Robotnik (il nonno del Dr. Eggman e di Maria) in un laboratorio di ricerca segreto ormai abbandonato, le cui coordinate sono state trovate negli archivi dell'esercito alla fine del secondo film. Dopo la chiusura delle ricerche e l'incidente che uccise Maria, Shadow fu lasciato in animazione sospesa sull'isola penitenziario, nella baia di Tokyo. Oltre a essere veloce quasi quanto Sonic, Shadow può anche teletrasportarsi e lanciare lance di energia del caos. Alla fine, trasformato in Super Shadow aiuta Sonic a sconfiggere Eggman, e nella scena dopo i titoli di coda si scopre esser sopravvissuto all'esplosione. È doppiato in originale da Keanu Reeves ed in italiano da Claudio Moneta.
- Miles "Tails" Prower: è il terzo protagonista del film, è una volpe aliena gialla con due code che gli permettono di volare quando le rotea. "Fratellino" di Sonic e Knuckles, ama inventare ed è il più intelligente dei tre, quindi mente del Team Sonic. È doppiato in originale da Colleen O'Shaughnessey ed in italiano da Benedetta Ponticelli.
- Knuckles the Echidna: è il quarto protagonista del film, è un forzuto guerriero echidna alieno rosso e muscolo del Team Sonic, oltre che "fratellone" di Sonic e Tails. Adora combattere. È doppiato in originale da Idris Elba ed in italiano da Maurizio Merluzzo.
- Dr. Ivo Robotnik: noto come Eggman, è l'antagonista secondario e antieroe del film, nonché l'acerrimo nemico di Sonic. Si tratta di un terribile e infido scienziato pazzo radiato e ricercato dall'esercito, creduto morto al termine del film precedente. In questo film assume un aspetto quasi identico a quello dei videogiochi, infatti è ingrassato e ad un certo punto indossa il suo iconico costume. Si allea malinconicamente con gli eroi per fermare Shadow. Tuttavia, tradisce i patti non appena incontra suo nonno Gerald, anch'egli un grande scienziato. Ciò nonostante, finisce per tradire e uccidere suo nonno una volta scoperte le sue intenzioni distruttive, per poi apparentemente venire ucciso anch'egli dall'esplosione del Cannone Eclissi. È interpretato da Jim Carrey e doppiato in italiano da Roberto Pedicini.
- Professor Gerald Robotnik: è l'antagonista principale del film, nonno di Ivo e di Maria. È un grande scienziato molto intelligente di 110 anni, che nel 1974 condusse gli studi su Shadow. Dopo la morte di Maria, fu arrestato e recluso in una prigione top secret, tenendo nascosto con sé un aculeo di Shadow, la cui energia del Caos ne rallentò l'invecchiamento; la sofferenza per il destino della nipote lo fece impazzire e sviluppò una forte misantropia, spingendolo a meditare vendetta contro l'umanità, da lui considerata un "esperimento fallito". Progettò così il Cannone Eclissi per distruggere la Terra, pur essendo consapevole che il suo utilizzo avrebbe causato anche la sua stessa morte, e venne scarcerato quando accettò di consegnare le chiavi di accensione alle G.U.N.. Viene tradito e ucciso dal nipote Ivo quando questi realizza le macabre conseguenze che porterebbe la sua vendetta e dopo che Gerald rifiuta il suo amore filiale replicando "Tu non sei Maria". È interpretato dallo stesso Jim Carrey e doppiato in italiano sempre da Roberto Pedicini.
- Tom Wachowski: è il protagonista umano del film, è lo sceriffo di Green Hills, marito di Maddie e "padre" di Sonic, Tails e Knuckles. È interpretato da James Marsden e doppiato in italiano da Massimiliano Manfredi.
- Maddie Wachowski: è la protagonista umana del film, è la veterinaria di Green Hills, moglie di Tom e "madre" di Sonic, Tails e Knuckles. È interpretata da Tika Sumpter e doppiata in italiano da Laura Facchin.
- Direttrice Rockwell: è la direttrice delle G.U.N.. All'inizio del film, viene incaricata di reclutare il Team Sonic, ma dopo la morte del comandante Walters, crede erroneamente che i tre abbiano rubato la chiave in suo possesso. Pianifica quindi di catturare i Robotnik e gli altri lasciando che si avvicinino al caveau del QG delle G.U.N. a Londra, ma organizza infine le difese su ordine del Comandante Walters (in realtà Tom travestito). È interpretata da Krysten Ritter e doppiata in italiano da Antilena Nicolizas.
- Agente Stone: è l'antagonista terziario e antieroe del film, è un ex-agente segreto del governo ed assistente del Dottor Ivo Robotnik rispetto al quale è decisamente meno spietato e più umano. Nonostante l'apparente ingenuità dovuta alla massima devozione al suo capo, è più sveglio di quanto sembri, infatti è il primo a intuire la portata dei piani distruttivi di Gerald e Shadow. È interpretato da Lee Majdoub e doppiato in italiano da Raffaele Carpentieri.
- Comandante Walters: è un ufficiale dell'esercito americano ed ex-vicepresidente del Joint Chiefs of Staff, è il fondatore e leader della G.U.N., una forza speciale con l'incarico di contrastare le minacce extraterrestri. Cinquant'anni fa, lavorava al laboratorio di ricerca, dove veniva condotto il Progetto Shadow. Appreso il risveglio del riccio alieno, decide di ingaggiare il Team Sonic per contrastare Shadow. Viene ucciso dai droni uovo di Gerald Robotnik ed in punto di morte, consegna a Sonic una delle chiavi per attivare il Cannone Eclissi. È interpretato da Tom Butler e James Wolk (da giovane), mentre in italiano è doppiato da Ambrogio Colombo e Gabriele Marchingiglio (da giovane).
- Maria Robotnik: è la giovane nipote del professor Gerald Robotnik e cugina del Dottor Ivo Robotnik, che l'ha accudita al laboratorio di ricerca. Non appena scoprì Shadow, strinse un profondo legame di amicizia con lui. Quando i soldati della G.U.N. tentarono di sequestrare Shadow, un soldato deviò l'arma provocando un'enorme esplosione che la uccise. È interpretata da Alyla Browne è doppiata in italiano da Sofia Suarez.

Nella scena durante i titoli di coda, i nuovi personaggi che appaiono sono Metal Sonic, il clone robot di Sonic, e Amy Rose, amica e interesse amoroso di quest'ultimo.

## Produzione

### Sviluppo
Il film è stato annunciato a febbraio 2022, insieme alla miniserie televisiva su Knuckles. La regia è stata affidata a Jeff Fowler.

### Sceneggiatura
Il film ricalca molto fedelmente la trama del videogioco Sonic Adventure 2 con solo alcune differenze: aldilà della presenza nella trama dei personaggi originali introdotti nella serie di film (e l'assenza di altri personaggi principali non ancora apparsi nei film come Amy Rose e Rouge the Bat), nel lungometraggio cinematografico, il professor Gerald Robotnik è ancora vivo e costituisce l'antagonista principale del terzo film, segnando tra l'altro la prima volta in qualsiasi media del franchise in cui i due Robotnik si incontrano.

### Cast
Il 2 febbraio 2024 arriva la conferma che Jim Carrey sarebbe tornato nei panni del Dr. Robotnik dopo il suo periodo di pausa, assieme a Ben Schwartz, Colleen O'Shaughnessey, Idris Elba, James Marsden e Tika Sumpter, che riprendono i ruoli dai film precedenti. Ad essi si aggiungono Alyla Browne (nota per aver interpretato la giovane Furiosa nel quinto film di Mad Max), James Wolk, Sofia Pernas, Cristo Fernández (noto per il suo ruolo in Ted Lasso), Jorma Taccone e Krysten Ritter (nota per aver interpretata Jessica Jones e Jane Margolis in Breaking Bad). Il 16 febbraio Alyla Browne ha condiviso un post sul suo profilo Instagram dove ha annunciato il suo ruolo nel film: quello di Maria Robotnik. Il 16 aprile è stato annunciato il doppiatore di Shadow, ovvero Keanu Reeves, grande interprete di Neo (in Matrix) e di John Wick (nell'omonima serie); ironicamente, lo stesso Reeves (nei panni di Jack Traven) è visibile all'inizio del primo lungometraggio mentre Tom e Maddie guardano Speed. Anche la moto di Shadow era stata usata da Reeves nel franchise di Matrix ed un poster del primo di questi ha ispirato uno di quelli di Sonic 2 - Il film.
Jim Carrey interpreta sia il Dottor Ivo Robotnik sia suo nonno Gerald (e Roberto Pedicini presta la voce ad entrambi in italiano). Anche nei videogiochi e nell'anime Sonic X, i due personaggi hanno lo stesso interprete e sono praticamente identici nell'aspetto tranne che nel colore dei baffi.
Come confermato dal regista Jeff Fowler, in una scena del flashback, fa un cameo il Biolizard (antagonista e boss finale del gioco Sonic Adventure 2) in un film guardato da Shadow e Maria Robotnik in televisione.

### Mezzi
Le motociclette guidate dai soldati G.U.N. a Tokyo sono BMW S 1000 RR, quella dell'agente Stone è una BMW F900 R e quella di Shadow è una Ducati Panigale V4 SP, usata da Keanu Reeves nel film Matrix Resurrections, che però mostra erroneamente lo stemma della BMW.

## Promozione
Il primo trailer è stato mostrato al CinemaCon l'11 aprile 2024. Il 27 agosto è uscito il trailer ufficiale, annunciato il 25 agosto assieme alle date di distribuzione nei vari paesi del mondo. In Italia il trailer è uscito il 16 settembre 2024 mentre il film il 1º gennaio 2025. Il secondo trailer è uscito il 25 novembre 2024.

## Distribuzione
Il 9 agosto 2022 venne annunciato che l'uscita del terzo film nelle sale cinematografiche statunitensi era prevista per il 20 dicembre 2024. Il 2 febbraio 2024 uscì il primo teaser con il logo ufficiale del film. Il primo trailer in inglese uscì il 27 agosto 2024. Il film uscì nelle sale cinematografiche statunitensi il 20 dicembre 2024, mentre in Italia il 1º gennaio 2025.

## Accoglienza

### Incassi
Il film ha incassato 236115100 $ in Nord America e 256047504 $ nel resto del mondo, per un totale di 492162604 $. Il 5 gennaio supera l'incasso globale del primo capitolo, ed il 19 gennaio anche l'incasso globale del secondo capitolo.
In Italia, durante le anteprime del 31 dicembre, ha incassato 1229151 €, risultando al primo posto per il Capodanno 2025. L'incasso totale, di 8899001 €, ha superato quello dei primi due capitoli.

### Critica
Le recensioni del film sono positive, raggiungendo valutazioni superiori ai due capitoli precedenti e con molti che lo hanno definito il miglior film della saga cinematografica legata al riccio blu. Il sito aggregatore di recensioni Rotten Tomatoes riporta che l'85% delle 150 recensioni professionali ha dato un giudizio positivo, con una valutazione media di 6.6 su 10 e il consenso critico: "Con un doppio aiuto delle buffonate di Jim Carrey e un ritmo mercuriale adatto al suo eroe, Sonic the Hedgehog 3 è finora il miglior capitolo di questa amabile serie". Su Metacritic ottiene un punteggio medio ponderato di 56 su 100, sulla base di 28 recensioni.
Il sito Screen Rant ha dato come voto un 8 su 10 e ha definito la performance di Reeves come Shadow il pezzo forte del film, con la storia del personaggio narrata in modo "emozionante e coinvolgente". Meno entusiasta, invece, la ricezione del critico italiano Alessio Baronci su Sentieri Selvaggi che scrive: "al terzo episodio, la saga scopre la radice di tutte le sue immagini ma riduce per questo un racconto leggerissimo ad un film tutto di testa, che fatica ad afferrare l’entusiasmo del cinema puro".

## Altri media

### Manga
Sonic X Shadow: Tokyo Mission -Episode 0- (ソニック × シャドウ TOKYO MISSION -Episode 0-?) è un manga promozionale del film realizzato da Yuki Imada e pubblicato dalla Shōgakukan esclusivamente in Giappone il 27 dicembre 2024 nelle sale dove gli spettatori hanno guardato il lungometraggio.
Il manga inizia con Shadow in cima al Rainbow Bridge di Tokyo. Braccato dalle G.U.N. slitta giù dal  ponte e scorrazza fino al quartiere Shibuya, dove nota e contempla una ragazzina simile a Maria, venendo poi nuovamente circondato da un plotone delle G.U.N. Furibondo, Shadow sconfigge il plotone e, notando ulteriori presenze intorno, sale su un veicolo distrutto vedendo per la prima volta il Team Sonic, che definisce "un gruppetto colorato".

### A Very Sonic Christmas
A Very Sonic Christmas è un cortometraggio animato in stop motion realizzato su licenza dagli Stoopid Buddy Stoodios (produttori di Robot Chicken, nella quale avevano messo riferimenti a Sonic) e distribuito l'11 dicembre 2024 tramite il canale YouTube ufficiale della Paramount Pictures. Nel corto, assieme al Team Sonic e Shadow (doppiati dagli stessi attori del film), esordisce Babbo Natale (doppiato da Adam Pally, l'interprete di Wade).
Il Team Sonic sta per trascorrere il suo primo Natale insieme e Sonic dà le istruzioni ai compagni. Non appena Tails chiede a Sonic come faccia Babbo Natale (chiamato "Mr. Santana" da Knuckles) a viaggiare così velocemente, Sonic decide di portarlo in casa con un anello per chiederglielo, ma Babbo Natale cade e si fa male alla caviglia, tanto da non poter consegnare i regali, così ci pensa il Team Sonic, che nel farlo lascia due pezzi di carbone a Robotnik ed a suo nonno Gerald. Compiuta la missione, il team riporta Babbo Natale a casa, dove scoprono Shadow rubare la slitta con la sua moto. Nella scena durante i titoli di coda, si scopre che mentre il Team Sonic consegnava i regali con la slitta, Babbo Natale si è mangiato il chili dog lasciatogli da Sonic.

### Videogiochi
Come i primi due film, Sonic 3 - Il film ha ricevuto promozioni in Sonic Forces: Speed Battle e Sonic Dash, nei quali sono stati aggiunti Shadow e Super Shadow come nuovi personaggi, assieme a colonne sonore provenienti dal film.

## Sequel
Il 25 settembre 2024, Daniel Ritchman, uno dei produttori del film ha dichiarato di essere speranzoso di continuare il franchise in altri film, in particolare con uno spin-off con protagonisti il Team Chaotix, ovvero Vector the Crocodile, Espio the Chameleon e Charmy Bee.
Il 19 dicembre, un giorno prima dell'uscita negli Stati Uniti, Paramount e SEGA hanno ufficialmente messo in cantiere un quarto film, pianificando l'uscita nel 19 marzo 2027.